# O bag
O Bag es una marca de moda italiana fundada en 2009 por el empresario Michele Zanella bajo el nombre de Full Spot. Inicialmente, se centraba en la producción de relojes, pero posteriormente extendió su oferta de productos a los bolsos y a los accesorios de moda.

## Origen
O Bag se fundó en 2009 en Padua y sus productos se exhibieron por primera vez en la Exposición Internacional de Milán en 2010. La firma está presente en más de 50 países de todo el mundo. Tras el lanzamiento del O clock, O Bag lanzó un reloj de bolsillo, el O chive, y una gama de bolsos, la O bag. La empresa abrió su primera tienda de marca en 2011 en Venecia.

### Origen de la 'O'
Todos los productos fabricados por O Bag hasta la fecha han tenido una 'O' delante. Esto proviene del primer producto de O Bag, llamado 'O Clock', similar a la forma habitual de expresar la hora en inglés. La empresa mantuvo la 'O' como Una forma de identificar sus productos, similar a la "i" en los productos de Apple.

## Productos
O Bag desarrolló el O clock en 2010, un reloj de pulsera con correa de silicona y esferas intercambiables. La esfera original del reloj, posteriormente conocido como 'O clock Classic', consistía en una esfera blanca lisa sin números. La esfera se podía extraer de la correa, lo que permitía cambiar el color de la correa o de la esfera. Originalmente había 15 correas, pero esta cifra aumentó hasta 29. El empaquetado de los relojes de O Bag se inspira en la lata, una lata cilíndrica con una anilla.
O clock evolucionó hasta convertirse en una serie con la gama Tone-on-Tone, compuesta por 21 colores de esfera para combinar con 21 correas, lo que suma un total de 441 combinaciones posibles con Tone on Tone. Otras gamas de O clock incluyen Camuflaje, Reloj de los 80, Disney, Oro y Plata, Espejo, Números, Flower Power y Safari.
En 2011, O Bag lanzó un modelo de reloj de bolsillo, llamándolo O chive, fabricado con una carcasa de plástico y una cadena y clip de metal blanco barnizado mate.
En 2012, O Bag lanzó el bolso O bag (el producto que da nombre a la empresa), totalmente personalizable, al igual que sus productos anteriores. El O bag está disponible en 20 colores diferentes,

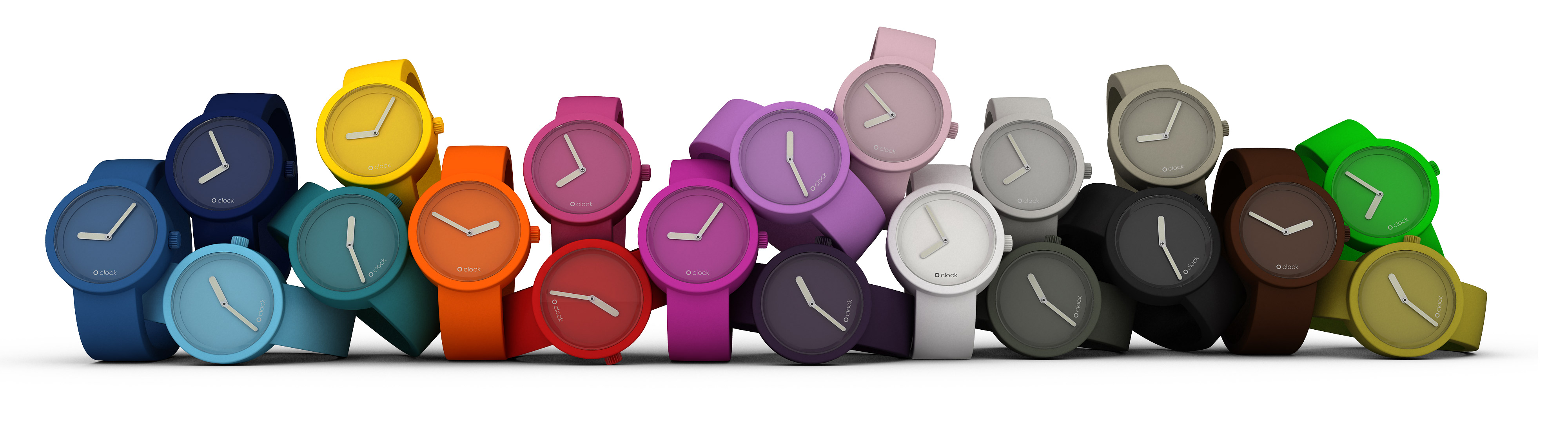
Gama O clock Tone on Tone

## Ediciones Especiales
O-Ball colaboró con The Walt Disney Company para desarrollar una gama de esferas de reloj con algunos de los personajes más famosos de Disney.

## Galería
|  |  |